# Dear Dictator
Dear Dictator és una comèdia estatunidenca del 2018 dirigida i escrita per Lisa Addario i Joe Syracuse. S'ha doblat al català.

## Sinopsi
La Tatiana Mills és una adolescent solitària i inconformista. Escriu cartes al general Anton Vincent, un cèlebre dictador que regna al Carib. Fins al dia en què aquest és deposat en un cop d'estat. Fuig de la seva illa per refugiar-se al garatge de la casa de la Tatiana, als Estats Units. Es troba amb la seva mare, soltera, Darlene. Amagat en un suburbi americà, el vell home ensenya a la jove a desencadenar una revolució a la seva escola, aconsellant-li sobretot que es rebel·li contra les altres noies que no es porten bé amb ella.